# Synstemon lulianlianus
Synstemon lulianlianus är en korsblommig växtart som beskrevs av Al-shehbaz, T.Y. Cheo och Guang Yang. Synstemon lulianlianus ingår i släktet Synstemon och familjen korsblommiga växter. Inga underarter finns listade i Catalogue of Life.